# Canton d'Auxonne
Le canton d'Auxonne est une circonscription électorale française située dans le département de la Côte-d'Or et la région Bourgogne-Franche-Comté. À la suite du redécoupage cantonal de 2014, le nombre de communes du canton passe de 16 à 35.

## Division administrative (avant 2015)

### Géographie
Ce canton est organisé autour d'Auxonne dans l'arrondissement de Dijon. Son altitude varie de 180 m (Flagey-lès-Auxonne) à 238 m (Magny-Montarlot) pour une altitude moyenne de 190 m.

## Représentation

### Conseillers généraux de 1833 à 2015
| Période | Période      | Identité                          | Étiquette    | Qualité |
| ------- | ------------ | --------------------------------- | ------------ | --- |
| 1833    | 1848         | Pierre Gilles                     |              | Notaire à Auxonne                                                                                                 |
| 1848    | 1852         | Jacques Noblet                    | Droite       | Lieutenant-colonel d'artillerie en retraite Représentant du peuple (1849-1851)                                    |
| 1852    | 1865         | Victor Moussier                   |              | Propriétaire - Adjoint au maire de Dijon                                                                          |
| 1865    | 1870         | Jean-Baptiste Antoine Phal-Blando |              | Manufacturier - Maire d'Auxonne                                                                                   |
| 1870    | 1883         | Pierre Garnier                    | Droite       | Commandant d'artillerie en retraite, Auxonne                                                                      |
| 1883    | 1889         | Louis Constant Bouveret           | Républicain  | Docteur en médecine à Auxonne, propriétaire à Mailly                                                              |
| 1889    | 1913         | Albert Garnier                    | Républicain  | Notaire, propriétaire à Auxonne et à Dijon, conseiller d'arrondissement                                           |
| 1913    | 1939 (décès) | Paul Gruet                        | Rad          | Avocat - Maire d'Auxonne (1929-1933) Député (1914-1919 et 1929-1933)                                              |
| 1939    | 1940         | Maurice Michelot                  | Rad          | Industriel, domicilié à Champdôtre                                                                                |
|         |              |                                   |              | |
| 1942    | 1945         | Louis Personne (1883-1957)        |              | Entrepreneur de peinture et de plâtrerie Maire d'Auxonne (1929, 1935-1944) Nommé conseiller départemental en 1942 |
|         |              |                                   |              | |
| 1945    | 1949         | André-Gaston Jovignot (1891-1967) | DVG          | Maire des Maillys                                                                                                 |
| 1949    | 1961         | Jean Guichard                     | RPF puis DVD | Médecin Maire d'Auxonne (1944-1960)                                                                               |
| 1961    | 1967         | Pierre Jouchoux (1922-1974)       | DVG          | Chirurgien-dentiste à Auxonne                                                                                     |
| 1967    | 1973         | Jean Guichard                     | UDR          | Maire d'Auxonne (1944-1960)                                                                                       |
| 1973    | 1992         | Jean Hugon                        | MRG          | Commerçant Maire d'Auxonne (1965-1989)                                                                            |
| 1992    | 2004         | Camille Deschamps                 | RPR          | Cadre commercial Maire d'Auxonne (1989-2001)                                                                      |
| 2004    | 2011         | Antoine Sanz                      | DVG          | Architecte Maire d'Auxonne (2001-2008)                                                                            |
| 2011    | 2015         | Dominique Girard                  | DVD          | Agriculteur et éleveur Maire de Flammerans                                                                        |

### Conseillers d'arrondissement (de 1833 à 1940)
| Période                                  | Période      | Identité                  | Étiquette | Qualité |
| ---------------------------------------- | ------------ | ------------------------- | --------- | --- |
| 1833                                     | 1848         | Jean Caire (1786-1874)    |           | Capitaine de la Garde nationale, notaire à Auxonne                                                          |
| 1848                                     | 1858         | Antoine Jovignot          |           | Meunier aux Maillys                                                                                         |
| 1858                                     | 1870         | Jean Garnier              |           | Notaire à Auxonne                                                                                           |
| 1870                                     | 1883         | Albert Garnier            |           | Notaire à Auxonne                                                                                           |
| 1883                                     | 1889         | Pierre Garnier            |           | Notaire à Auxonne                                                                                           |
| 1889                                     | 1894 (décès) | Denis Gaillard            |           | Employé des chemins de fer puis épicier, maire d'Auxonne                                                    |
| juin 1894                                | 1919 (décès) | Lucien Bougey (1848-1919) |           | Docteur médecin à Auxonne, Président du Conseil d'arrondissement                                            |
| 1919                                     | 1940         | Joseph Lucot (1873-1960)  |           | Propriétaire agriculteur à Tillenay, Président du Conseil d'arrondissement                                  |
| 1940                                     |              |                           |           | Les conseils d'arrondissement ont été suspendus par la loi du 12 octobre 1940 et n'ont jamais été réactivés |
| Les données manquantes sont à compléter. |              |                           |           | |

### Composition
Ce canton était composé de seize communes.
| Nom                     | Code Insee | Codepostal | Superficie (km2) | Population (dernière pop. légale) | Densité (hab./km2) |
| ----------------------- | ---------- | ---------- | ---------------- | --------------------------------- | ------------------ |
| Auxonne (chef-lieu)     | 21038      | 21130      | 40,65            | 7 771 (2012)                      | 191                |
| Athée                   | 21028      | 21130      | 9,43             | 780 (2012)                        | 83                 |
| Billey                  | 21074      | 21130      | 3,83             | 231 (2012)                        | 60                 |
| Champdôtre              | 21138      | 21130      | 10,44            | 577 (2012)                        | 55                 |
| Flagey-lès-Auxonne      | 21268      | 21130      | 7,91             | 200 (2012)                        | 25                 |
| Flammerans              | 21269      | 21130      | 16,55            | 418 (2012)                        | 25                 |
| Labergement-lès-Auxonne | 21331      | 21130      | 5,93             | 334 (2012)                        | 56                 |
| Magny-Montarlot         | 21367      | 21130      | 5,94             | 257 (2012)                        | 43                 |
| Les Maillys             | 21371      | 21130      | 29,79            | 866 (2012)                        | 29                 |
| Poncey-lès-Athée        | 21493      | 21130      | 6,53             | 581 (2012)                        | 89                 |
| Pont                    | 21495      | 21130      | 3,49             | 101 (2012)                        | 29                 |
| Soirans                 | 21609      | 21110      | 4,42             | 462 (2012)                        | 105                |
| Tillenay                | 21639      | 21130      | 6,07             | 762 (2012)                        | 126                |
| Tréclun                 | 21643      | 21130      | 5,68             | 440 (2012)                        | 77                 |
| Villers-les-Pots        | 21699      | 21130      | 10,43            | 1 054 (2012)                      | 101                |
| Villers-Rotin           | 21701      | 21130      | 3,11             | 135 (2012)                        | 43                 |

### Démographie
| 1962   | 1968   | 1975   | 1982   | 1990   | 1999   | 2006   | 2011   | 2012   |
| ------ | ------ | ------ | ------ | ------ | ------ | ------ | ------ | ------ |
| 10 712 | 10 606 | 11 289 | 12 348 | 12 361 | 12 843 | 14 164 | 14 862 | 14 969 |

## Division électorale (depuis 2015)

### Historique
Un nouveau découpage territorialde la Côte-d'Or entre en vigueur à l'occasion des élections départementales de mars 2015, défini par le décret du 18 février 2014, en application des lois du 17 mai 2013 (loi organique 2013-402 et loi 2013-403). Les conseillers départementaux sont, à compter de ces élections, élus au scrutin majoritaire binominal mixte. Les électeurs de chaque canton élisent au Conseil départemental, nouvelle appellation du Conseil général, deux membres de sexe différent, qui se présentent en binôme de candidats. Les conseillers départementaux sont élus pour 6 ans au scrutin binominal majoritaire à deux tours, l'accès au second tour nécessitant 12,5 % des inscrits au 1er tour. En outre la totalité des conseillers départementaux est renouvelée. Ce nouveau mode de scrutin nécessite un redécoupage des cantons dont le nombre est divisé par deux avec arrondi à l'unité impaire supérieure si ce nombre n'est pas entier impair, assorti de conditions de seuils minimaux. Dans la Côte-d'Or, le nombre de cantons passe ainsi de 43 à 23. Le nombre de communes du canton d'Auxonne passe de 16 à 35. Le nouveau canton d'Auxonne est formé de communes des anciens cantons d'Auxonne et de Pontailler-sur-Saône .

### Représentation
| Période élective | Période élective | Mandat | Mandat   | Identité                   | Nuance | Nuance | Qualité |
| ---------------- | ---------------- | ------ | -------- | -------------------------- | ------ | ------ | --- |
| 2015             | 2021             | 2015   | 2021     | M. Dominique Girard        |        | DVD    | Maire de Flammerans (2008-2020) 13ème Vice-Président du Conseil départemental                                                                        |
| 2015             | 2021             | 2015   | 2021     | Marie-Claire Bonnet-Vallet |        | UDI    | Adjointe au maire de Pontailler-sur-Saône (maire depuis 2020) Présidente de la Communauté de Communes 11ème Vice-Présidente du Conseil départemental |
| 2021             | 2028             | 2021   | en cours | Marie-Claire Bonnet-Vallet |        | UDI    | Conseillère sortante, 8ème Vice-Présidente du conseil départemental                                                                                  |
| 2021             | 2028             | 2021   | en cours | Sebastien Sordel           |        | UDI    | Chef d'entreprise, maire de Tréclun |

### Résultats détaillés

#### Élections de mars 2015
À l'issue du 1er tour des élections départementales de 2015, deux binômes sont en ballottage : Dominique Girard et Marie-Claire Vallet (Union de la Droite, 39,65 %) et Yoann Bassand et Marie Troussard (FN, 37,19 %). Le taux de participation est de 50,55 % (8 299 votants sur 16 419 inscrits) contre 53,86 % au niveau départemental et 50,17 % au niveau national.
Au second tour, Dominique Girard et Marie-Claire Vallet (Union de la Droite) sont élus avec 60,63 % des suffrages exprimés et un taux de participation de 50,77 % (4 667 voix pour 8 336 votants et 16 419 inscrits).

#### Élections de juin 2021
Le premier tour des élections départementales de 2021 est marqué par un très faible taux de participation (33,26 % au niveau national). Dans le canton d'Auxonne, ce taux de participation est de 32,8 % (5 329 votants sur 16 247 inscrits) contre 36,24 % au niveau départemental. À l'issue de ce premier tour, deux binômes sont en ballottage : Marie-Claire Bonnet-Vallet et Sebastien Sordel (Union des démocrates et indépendants, 49,44 %) et Karine Fleck et Franck Gaillard (RN, 28,94 %).
Le second tour des élections est marqué une nouvelle fois par une abstention massive équivalente au premier tour. Les taux de participation sont de 34,3 % au niveau national, 37,05 % dans le département et 32,83 % dans le canton d'Auxonne. Marie-Claire Bonnet-Vallet et Sebastien Sordel (Union des démocrates et indépendants) sont élus avec 68,27 % des suffrages exprimés (3 401 voix pour 5 335 votants et 16 252 inscrits),,.

### Composition
Le nouveau canton d'Auxonne comprenait 35 communes entières à sa création.
| Nom                             | Code Insee | Intercommunalité                   | Superficie (km2) | Population (dernière pop. légale) | Densité (hab./km2) | Modifier                                    |
| ------------------------------- | ---------- | ---------------------------------- | ---------------- | --------------------------------- | ------------------ | ------------------------------------------- |
| Auxonne (bureau centralisateur) | 21038      | CC Auxonne Pontailler Val de Saône | 40,65            | 7 592 (2022)                      | 187                | modifier les données · modifier les données |
| Athée                           | 21028      | CC Auxonne Pontailler Val de Saône | 9,43             | 794 (2022)                        | 84                 | modifier les données · modifier les données |
| Billey                          | 21074      | CC Auxonne Pontailler Val de Saône | 3,83             | 248 (2022)                        | 65                 | modifier les données · modifier les données |
| Binges                          | 21076      | CC Auxonne Pontailler Val de Saône | 17,66            | 865 (2022)                        | 49                 | modifier les données · modifier les données |
| Champdôtre                      | 21138      | CC Auxonne Pontailler Val de Saône | 10,44            | 603 (2022)                        | 58                 | modifier les données · modifier les données |
| Cirey-lès-Pontailler            | 21175      | CC Auxonne Pontailler Val de Saône | 8,79             | 180 (2022)                        | 20                 | modifier les données · modifier les données |
| Cléry                           | 21180      | CC Auxonne Pontailler Val de Saône | 3,37             | 160 (2022)                        | 47                 | modifier les données · modifier les données |
| Drambon                         | 21233      | CC Auxonne Pontailler Val de Saône | 4,77             | 186 (2022)                        | 39                 | modifier les données · modifier les données |
| Étevaux                         | 21256      | CC Auxonne Pontailler Val de Saône | 8,67             | 316 (2022)                        | 36                 | modifier les données · modifier les données |
| Flagey-lès-Auxonne              | 21268      | CC Auxonne Pontailler Val de Saône | 7,91             | 206 (2022)                        | 26                 | modifier les données · modifier les données |
| Flammerans                      | 21269      | CC Auxonne Pontailler Val de Saône | 16,55            | 453 (2022)                        | 27                 | modifier les données · modifier les données |
| Heuilley-sur-Saône              | 21316      | CC Auxonne Pontailler Val de Saône | 9,78             | 334 (2022)                        | 34                 | modifier les données · modifier les données |
| Labergement-lès-Auxonne         | 21331      | CC Auxonne Pontailler Val de Saône | 5,93             | 344 (2022)                        | 58                 | modifier les données · modifier les données |
| Lamarche-sur-Saône              | 21337      | CC Auxonne Pontailler Val de Saône | 33,96            | 1 375 (2022)                      | 40                 | modifier les données · modifier les données |
| Magny-Montarlot                 | 21367      | CC Auxonne Pontailler Val de Saône | 5,94             | 261 (2022)                        | 44                 | modifier les données · modifier les données |
| Les Maillys                     | 21371      | CC Auxonne Pontailler Val de Saône | 29,79            | 797 (2022)                        | 27                 | modifier les données · modifier les données |
| Marandeuil                      | 21376      | CC Auxonne Pontailler Val de Saône | 4,55             | 97 (2022)                         | 21                 | modifier les données · modifier les données |
| Maxilly-sur-Saône               | 21398      | CC Auxonne Pontailler Val de Saône | 7,87             | 367 (2022)                        | 47                 | modifier les données · modifier les données |
| Montmançon                      | 21437      | CC Auxonne Pontailler Val de Saône | 8,99             | 242 (2022)                        | 27                 | modifier les données · modifier les données |
| Perrigny-sur-l'Ognon            | 21482      | CC Auxonne Pontailler Val de Saône | 18,92            | 645 (2022)                        | 34                 | modifier les données · modifier les données |
| Poncey-lès-Athée                | 21493      | CC Auxonne Pontailler Val de Saône | 6,53             | 574 (2022)                        | 88                 | modifier les données · modifier les données |
| Pont                            | 21495      | CC Auxonne Pontailler Val de Saône | 3,49             | 158 (2022)                        | 45                 | modifier les données · modifier les données |
| Pontailler-sur-Saône            | 21496      | CC Auxonne Pontailler Val de Saône | 13,17            | 1 285 (2022)                      | 98                 | modifier les données · modifier les données |
| Saint-Léger-Triey               | 21556      | CC Auxonne Pontailler Val de Saône | 10,46            | 250 (2022)                        | 24                 | modifier les données · modifier les données |
| Saint-Sauveur                   | 21571      | CC Auxonne Pontailler Val de Saône | 9,38             | 228 (2022)                        | 24                 | modifier les données · modifier les données |
| Soirans                         | 21609      | CC Auxonne Pontailler Val de Saône | 4,42             | 498 (2022)                        | 113                | modifier les données · modifier les données |
| Soissons-sur-Nacey              | 21610      | CC Auxonne Pontailler Val de Saône | 7,72             | 357 (2022)                        | 46                 | modifier les données · modifier les données |
| Talmay                          | 21618      | CC Auxonne Pontailler Val de Saône | 22,04            | 533 (2022)                        | 24                 | modifier les données · modifier les données |
| Tellecey                        | 21624      | CC Auxonne Pontailler Val de Saône | 5,07             | 142 (2022)                        | 28                 | modifier les données · modifier les données |
| Tillenay                        | 21639      | CC Auxonne Pontailler Val de Saône | 6,07             | 744 (2022)                        | 123                | modifier les données · modifier les données |
| Tréclun                         | 21643      | CC Auxonne Pontailler Val de Saône | 5,68             | 425 (2022)                        | 75                 | modifier les données · modifier les données |
| Vielverge                       | 21680      | CC Auxonne Pontailler Val de Saône | 14,78            | 499 (2022)                        | 34                 | modifier les données · modifier les données |
| Villers-les-Pots                | 21699      | CC Auxonne Pontailler Val de Saône | 10,43            | 1 206 (2022)                      | 116                | modifier les données · modifier les données |
| Villers-Rotin                   | 21701      | CC Auxonne Pontailler Val de Saône | 3,11             | 124 (2022)                        | 40                 | modifier les données · modifier les données |
| Vonges                          | 21713      | CC Auxonne Pontailler Val de Saône | 4,56             | 360 (2022)                        | 79                 | modifier les données · modifier les données |
| Canton d'Auxonne                | 2102       |                                    | 384,71           | 23 448 (2022)                     | 61                 | modifier les données                        |

### Démographie
En 2022, le canton comptait 23 448 habitants, en évolution de +0,18 % par rapport à 2016 (Côte-d'Or : +0,82 %, France hors Mayotte : +2,11 %).
| 2013   | 2018   | 2022   |
| ------ | ------ | ------ |
| 23 234 | 23 383 | 23 448 |